# William Milovanovic
William Milovanovic, född 6 maj 2002, är en svensk fotbollsspelare som sedan 2024 spelar för Gais. Han har tidigare bland annat representerat BK Häcken och Utsiktens BK.

## Biografi
Milovanovic har serbiskt och kroatiskt påbrå. Han växte upp i Biskopsgården på Hisingen och började spela fotboll i IF Warta. Via Eriksbergs IF kom han till BK Häcken som tolvåring. Efter att ha varit uppe och tränat med A-laget som 16-åring skrev Milovanovic på sitt första seniorkontrakt som 18-åring, då han i november 2020 tecknade ett avtal över säsongen 2022. Han hade dessförinnan varit uppvaktad av AZ, Parma, Sporting Lissabon och Valencia.
Den 27 februari 2021 gjorde Milovanovic sin tävlingsdebut för BK Häcken i 3–0-segern mot IK Gauthiod i Svenska cupens gruppspel. Det följdes upp av allsvensk debut mot Örebro SK den 12 maj och internationell debut mot Aberdeen i Uefa Europa Conference League den 22 juli, sedan BK Häcken vunnit Svenska cupen tidigare under våren. Han hade dock svårt att ta en plats i Häcken, och början av augusti 2021 blev det klart att klubben lånade ut Milovanovic till Norrby IF i Superettan resten av säsongen. Efter bara fyra träningar fick han göra sin Norrby-debut i 2–1-segern mot Örgryte IS den 9 augusti. Efter sammanlagt 13 framträdanden för Norrby hösten 2021 lånades han i februari 2022 sedan ut till Utsiktens BK. Han blev kvar i "Kiken" hela säsongen 2022, och var ordinarie när klubben för första gången klarade sig kvar i Superettan.
I januari 2023 gick Milovanovic till slovenska FC Koper, men efter ett halvår i Slovenien återvände han till Utsikten sommaren 2023. I Utsikten spelade han under hösten 11 seriematcher (3 mål), och var med och kvalade till allsvenskan med klubben mot IF Brommapojkarna.
I december 2023 presenterades Milovanovic som nyförvärv av allsvenska Gais till säsongen 2024. Han skrev på ett fyraårskontrakt med klubben. I allsvenskans andra omgång, en 2–1-seger borta mot IFK Värnamo, gjorde han sitt första allsvenska mål, en volley som innebar 2–0 till Gais. Han blev snabbt populär hos Gaisfansen, som gav honom smeknamnet "Matadoren från Biskopsgården".

## Landslagskarriär
William Milovanovic är tillgänglig för landslagsspel för Sverige och Serbien.
Efter att ha debuterat för Sveriges P16-landslag i en vänskapsmatch mot Slovakien den 4 september 2018 kom Milovanovic att spela fyra av sex kvalmatcher när Sverige kvalade in till U17-EM. Han togs ut därefter ut i truppen till U17-EM 2019 och gjorde inhopp i samtliga tre matcher när Sverige åkte ut i gruppspelet.

## Spelstil
Milovanovic är en löpstark, aggressiv och hårt arbetande innermittfältare, som river och sliter i motståndarna och gör många löpningar in i offensivt straffområde. Han är dessutom tillräckligt teknisk för att ibland bjuda på en snurrfint, klack eller cykelspark.

## Statistik
| Klubb              | Säsong             | Liga               | Liga    | Liga | Nat. cup | Nat. cup | Kval    | Kval | Int. cup | Int. cup | Totalt  | Totalt |
| Klubb              | Säsong             | Division           | Matcher | Mål  | Matcher  | Mål      | Matcher | Mål  | Matcher  | Mål      | Matcher | Mål    |
| ------------------ | ------------------ | ------------------ | ------- | ---- | -------- | -------- | ------- | ---- | -------- | -------- | ------- | ------ |
| BK Häcken          | 2021               | Allsvenskan        | 2       | 0    | 2        | 0        | —       | —    | 2        | 0        | 6       | 0      |
| Norrby IF (lån)    | 2021               | Superettan         | 13      | 0    | 1        | 0        | —       | —    | —        | —        | 14      | 0      |
| Utsiktens BK (lån) | 2022               | Superettan         | 26      | 0    | 1        | 0        | —       | —    | —        | —        | 27      | 0      |
| FC Koper           | 2022/2023          | Prva liga          | 3       | 0    | —        | —        | —       | —    | —        | —        | 3       | 0      |
| FC Koper           | 2023/2024          | Prva liga          | 2       | 0    | —        | —        | —       | —    | —        | —        | 2       | 0      |
| Utsiktens BK       | 2023               | Superettan         | 11      | 3    | 1        | 0        | 2       | 0    | —        | —        | 14      | 3      |
| Gais               | 2024               | Allsvenskan        | 25      | 2    | 2        | 0        | —       | —    | —        | —        | 27      | 2      |
| Totalt i karriären | Totalt i karriären | Totalt i karriären | 82      | 5    | 7        | 0        | 2       | 0    | 2        | 0        | 93      | 5      |

## Meriter
BK Häcken
- Svenska cupen (1), 2020/2021